# Menophra interrupta
Menophra interrupta är en fjärilsart som beskrevs av Edward Alfred Cockayne 1949. Menophra interrupta ingår i släktet Menophra och familjen mätare. Inga underarter finns listade i Catalogue of Life.